# 斑果远志
斑果远志（学名：Polygala resinosa）为远志科远志属下的一个种。